# Dorfhagen (Hagen im Bremischen)
Dorfhagen (niederdeutsch Dörphagen) ist eine Ortschaft in der Einheitsgemeinde Hagen im Bremischen im niedersächsischen Landkreis Cuxhaven.

## Geografie

### Lage
Dorfhagen liegt im Elbe-Weser-Dreieck zwischen den Städten Bremerhaven und Bremen. Die Ortschaft befindet sich westlich der Landesstraße 135 und östlich der Bundesautobahn 27.

### Nachbarorte
| Ortschaft Hagen |                                             | Bramstedt Bramstedt – Ortsteil Harrendorf |
|                 | Kompassrose, die auf Nachbargemeinden zeigt |                                           |
| Lehnstedt       | Wulsbüttel                                  | Albstedt                                  |

(Quelle:)

## Geschichte

### Name
Der Name oder die Endsilbe Hagen findet sich häufig in Niedersachsen, Westfalen und in den von diesen besiedelten mecklenburgischen Gebieten. Hag leitet sich vom germanischen haga oder hagaz ab und bedeutet Umzäunung, oder Gehege. Es bedeutet auch Schutz wie in hegen und behaglich. Ein Hag war ein von Hecken eingehegtes, eingefriedetes Gelände. Der mittelniederdeutsche Wortbestandteil -ha(a)g(en) in Flur- oder Ortsnamen deutet auf eine solche Siedlungsform hin.

### Besiedelung
Die germanischen Chauken besiedelten vor Christi Geburt das Gebiet beidseitig der Unterweser. Sächsische Stämme eroberten wahrscheinlich ab 300/400 n. Chr. weite Teile Niederdeutschlands und das Volk der Chauken ging in dem Stamm der Sachsen auf.
Um die Zeit von 900 bis 1000 entstand bei der Missionierung des Gebietes in Bramstedt die erste bekannte Kirche.
Dorfhagen wurde erstmals als Hagen 1110 in einer Urkunde erwähnt. Zur Festigung der Herrschaft des Bistums Bremen wurde unter Erzbischof Hartwig II. im 12. Jahrhundert die Burg zu Hagen errichtet. Die Bürger sprachen von Burghagen. Das benachbarte Hagen heißt seitdem Dorfhagen.
1927 wurde die einklassige Dorfschule gebaut, und bis 1969 betrieben.

In den 1950er Jahren brannte zwei repräsentative reetgedeckte Bauernhäuser von Puvogel und Göttsche ab.

### Eingemeindungen
Die Samtgemeinde Hagen entstand zum 1. Januar 1970 und umfasste mit Dorfhagen zunächst 16 Gemeinden. Nach § 7 des Gesetzes zur Neugliederung der Gemeinden im Raum Bremervörde vom 13. Juni 1973 (Nds. GVBl. S. 183) wurde das zuvor eigenständige Dorfhagen im Zuge der Gebietsreform in Niedersachsen, die am 1. März 1974 stattfand, in die Gemeinde Hagen eingegliedert.
Zum 1. Januar 2014 erfolgte die Auflösung der Samtgemeinde Hagen und deren Mitgliedsgemeinden sowie die Neubildung der Einheitsgemeinde Hagen im Bremischen mit seinen 16 Ortschaften.

### Einwohnerentwicklung
| Jahr | Einwohner | Quelle | Graphische Darstellung |
| ---- | --------- | ------ | ---------------------- |
| 1910 | 146       | [ 5 ]  | \| \|                  |
| 1925 | 154       | [ 6 ]  | \| \|                  |
| 1933 | 164       | [ 6 ]  | \| \|                  |
| 1939 | 165       | [ 6 ]  | \| \|                  |
| 1950 | 280       | [ 7 ]  | \| \|                  |
| 1956 | 212       | [ 7 ]  | \| \|                  |
| 1961 | 202       | [ 8 ]  | \| \|                  |
| 1970 | 225       | [ 8 ]  | \| \|                  |
| 1973 | 251       | [ 9 ]  | \| \|                  |
| 2017 | 203       | [ 1 ]  | \| \|                  |
|      |           |        |                        |

## Politik

### Gemeinderat und Bürgermeister
Auf kommunaler Ebene wird die Ortschaft Dorfhagen vom Rat der Gemeinde Hagen im Bremischen vertreten.

### Ortsvorsteher
Der Ortsvorsteher ist Udo Allmers (CDU). Die Amtszeit läuft von 2021 bis 2026.

### Wappen
Der Entwurf des Kommunalwappens von Dorfhagen stammt von dem Heraldiker und Wappenmaler Gustav Völker, der zahlreiche Wappen im Landkreis Cuxhaven erschaffen hat.
| Wappen von Dorfhagen | Blasonierung: „In Blau, aus einem grünen Dreiberg wachsend, ein goldener Löwe, der in der rechten erhobenen Pranke ein silbernes Schwert hält, beseitet rechts von einem goldenen dreiblättrigen Kleeblatt und links von einer goldenen Kornähre.“ |
| Wappen von Dorfhagen | Wappenbegründung: Der Dreiberg erinnert an den Galgenberg, den ehemaligen Richtplatz der Börde Bramstedt. Der Löwe mit dem Schwert ist ein Sinnbild der gerichtlichen Sühne. Kleeblatt und Kornähre weisen auf Viehzucht und Ackerbau hin.         |

## Kultur und Sehenswürdigkeiten

### Bauwerke
- Schulhaus Dorfhagen von 1927, bis 1969 als Schule genutzt
- Poststation An der Bundesstraße Hausnummer 9 von 1829; sie diente auch als Wegehaus, in dem das Wegegeld zur Benutzung der 1817 angelegten Bremer Chaussee bezahlt werden musste
- Großsteingräber bei Dorfhagen (wurden im 18. oder frühen 19. Jahrhundert zerstört)

### Naturdenkmale
- 1 Stieleiche und 3 Eichen (davon 2 vor der Gaststätte „Dorfkrug“)

### Vereine
- Pferdesportgemeinschaft Dorfhagen u. U. e. V.[12]

## Persönlichkeiten
Personen, die mit dem Ort in Verbindung stehen
- Roland Kutzki (* 1942), Architekt und Städtebauer, wuchs in Dorfhagen auf